# Stephanopis rufiventris
Stephanopis rufiventris es una especie de araña del género Stephanopis, familia Thomisidae.

## Distribución
Se distribuye por Australia (Queensland, Nueva Gales del Sur, Victoria).

## Taxonomía
Fue descrita por Bradley en 1871.
Tratamiento taxonómico
La especie aparece registrada y publicada en Bradley 1871: 237.